# Грязне (Липецька область)
Грязне (рос. Грязное) — село у Липецькому районі Липецької області Російської Федерації.
Населення становить 492  особи. Належить до муніципального утворення Грязновська сільрада.

## Історія
З 13 червня 1934 до 1954 року у складі Воронезької області. Відтак входить до складу Липецької області.
Згідно із законом від 2 липня 2004 року №114-оз органом місцевого самоврядування є Грязновська сільрада.

## Населення
| 2010 | 2012 | 2013 | 2014 | 2015 | 2016 | 2017 |
| ---- | ---- | ---- | ---- | ---- | ---- | ---- |
| 513  | ↘492 | ↘473 | ↘444 | ↗445 | ↗481 | ↗492 |
| 2018 |      |      |      |      |      |      |
| →492 |      |      |      |      |      |      |